# Polsat News
Polsat News (Польсат Ньюз) — польський інформаційний телеканал, перший телеканал групи Polsat, віщає з 7 червня 2008. Керівником каналу з моменту його утворення є Генрік Собірайський.

## Історія
Запуск телеканалу Polsat News відбувся 7 червня 2008 о 7:00. Це був перший польський телеканал, який працював в форматі 16:9. Тестування завершилося 14 липня 2008, тоді ж відбулося офіційне відкриття каналу. З самого початку всі дані передавалися в незашифрованому вигляді для того, щоб кабельне мовлення здійснювалося в повному обсязі без пауз і вповільнень. 1 серпня 2008 на каналі стала показуватися реклама. 1 березня 2009 дані стали передаватися вже в зашифрованому вигляді за технологією Nagravision 3, сумісної з платформою Cyfrowy Polsat.
Всі програми виходять в прямому ефірі з 5:58 до 23:50. Новини виходять щопівгодини (вранці в програмі «Nowy dzień» вони виходять кожні 15 хвилин). Штат телеканалу налічує понад 400 осіб, з них близько половини працюють безпосередньо в редакції. Сітка мовлення розділена на ранковий, денний і вечірній блоки, коли виходять, відповідно, програми «Новий день» (пол. «Nowy dzień»),  «Таким є день» (пол. «To jest dzień») і «Таким був день» (пол. «To był dzień»). Головна інформаційна програма — «Події» (пол. «Wydarzenia»). Найбільш рейтингова програма — «Gość Wydarzeń» (пол. Гість подій), яка виходить в ефір після «Wydarzenia» (58 тис. глядачів на день). Повтор програм виходить з 5:58 на Polsat (до 8:15 х понеділка по п'ятницю), Polsat 2 (до 7:45 у вихідні та святкові дні) і Polsat News Plus (до 10:00). Повтор програми «To jest dzień» показується вночі на TV4.
З 1 вересня 2010 канал Polsat News доступний на платформі Cyfra+ на 8-му каналі. З 5 травня 2011 — на каналі 17. Аудиторія в 2010 році складала 38 тис. осіб (0,62% телеглядачів) і поставила канал на 19-е місце в рейтингу. HD-трансляція ведеться з 3 лютого 2014.

## Співпраця
Polsat News активно співпрацював с американським телеканалом CNN і використовував їх матеріали для підготовки випусків новин. Згідно з даними прес-релізу, Polsat створював навчальні групи з журналістів, репортерів і операторів, які стажувалися на CNN, а також запрошував працівників з США. З липня 2011 року співробітництво з CNN припинено, і основним партнером на сьогоднішній день є TVN Group.

## Студія
6 червня 2008 була відкрита нова студія телеканалу, яка обійшлася Polsat приблизно в 6 мільйонів євро. Центральний стіл виконаний у формі стрілки - одного з символів телекомпанії; саме за ним проводяться провідні випуски новин  Wydarzenia . Поруч розташований стіл трохи менших розмірів, за яким працюють провідні програм Sport і Interwencja Extra, і невеликий журнальний столик. У студії записуються випуски новин о 15:50 і 18:50, які повторно виходять на телеканалах Polsat і Polsat 2.

## Polsat News HD

Логотип

Polsat News HD — HD-версія телеканалу Polsat News, яка транслюється в прямому ефірі. Працює з 3 лютого 2014.

## Лондонські бюро

### Польща
- Білосток
- Вроцлав
- Гданськ
- Єленя-Ґура
- Закопане
- Катовиці
- Краків
- Люблін
- Лодзь
- Ольштин
- Познань
- Слупськ
- Щецин

### Закордонні бюро
- Вашингтон
- Берлін
- Брюссель
- Лондон
- Москва
- Париж